# Leopoldo Cepparello
Leopoldo Cepparello (anche Calcesano; Calci, 25 novembre 1909 – Pisa, 14 febbraio 1990) è stato un compositore, violinista e contrabbassista italiano.

## Biografia

Leopoldo Cepparello, negli anni '50.

Leopoldo Cepparello nacque e visse a Calci. Il padre, cavaliere Tommaso Cepparello, era medico chirurgo e il nonno paterno, cavaliere Leopoldo Cepparello, da cui prese il nome di battesimo, magistrato.

Il giovane Leopoldo studiò violino alla Regia Accademia filarmonica di Bologna, diplomandosi nel 1931 e del 1930-1931 sono le prime composizioni note pubblicate, sempre nel 1931 vinse il diploma d'onore al concorso musicale Editrice Musicale “Florentia”.
Proseguì l’attività musicale, che nel 1938 lo vide come primo violino al Teatro Verdi di Pisa. Successivamente al Teatro Pacini di Fucecchio fu maestro concertista e direttore, con Mario Filippeschi tenore, soprano Alina Galeotti, baritono Mario Giovannoni.
Il 2 settembre 1944, giorno seguente la liberazione di Calci, vi fu nominato assessore nella Giunta di Liberazione appena formata.
Compositore, violinista e contrabbassista, collaborò con vari musicisti, suonando con diverse orchestre.
Nel 1949 fu scritturato alla Rai di Milano con l'orchestra di Bruno Aragosti.

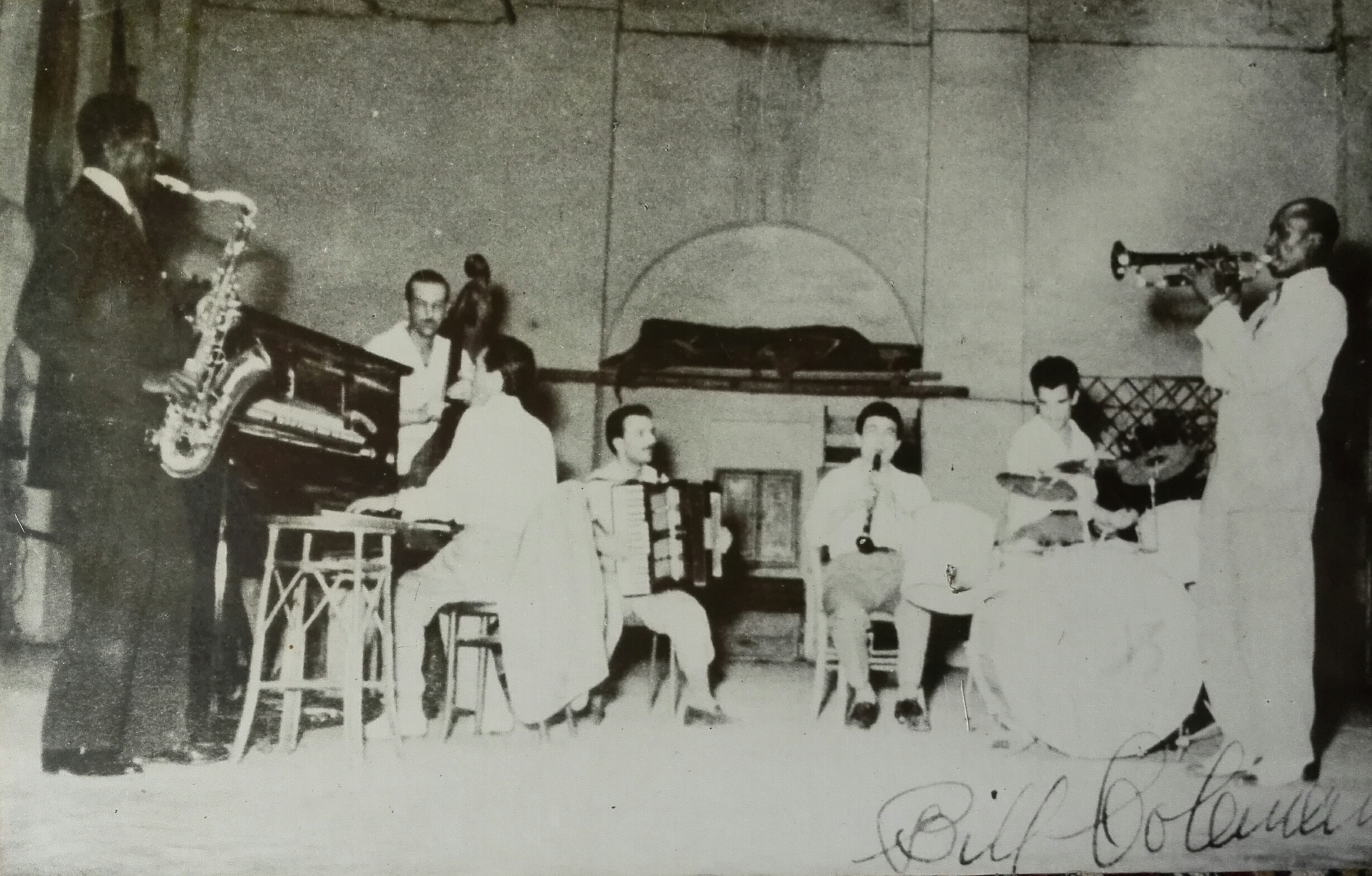
Da sinistra: Fred Palmer al sax tenore, Leopoldo Cepparello al contrabbasso, Enzo Ceragioli al pianoforte, Bruno Aragosti alla fisarmonica, Henghel Gualdi al clarinetto, Franchino Camporeale alla batteria, Bill Coleman alla tromba. Viareggio, 1950

 Nel 1950 suonò in gruppo con Bill Coleman, Enzo Ceragioli, Bruno Aragosti, Henghel Gualdi, Fred Palmer, Giulio Salani, per il periodo in cui Coleman rimase in Italia.
Diresse varie orchestre, che si esibivano prevalentemente nei locali toscani, come la Capannina, il Kursaal ed il Trocadero di Viareggio, il Circolo del jazz a Lucca.
Formò il Quintetto melodico (o anche Quintetto pisano) formato da Amarino Camiscioli (piano e fisarmonica - direttore), Leopoldo Cepparello (violino e contrabbasso – capo orchestra), Otello Mascagni (sax, clarino e chitarra), Iano Torri (tromba e contrabbasso), Roberto Mantovani (batteria), che si esibì anche insieme a Bruno Aragosti e a Narciso Parigi.
Con il Quintetto Baldeschi (Baldeschi, Bini, Burgalassi, Cepparello, Rognini) oltre a suonare jazz accompagnò dal vivo vari cantanti, tra questi: Carla Boni, Giorgio Consolini, Gino Latilla, Emilio Pericoli, Nilla Pizzi, Luciano Tajoli.
Per quanto riguarda l'attività compositiva, nel 1959 la canzone Stanca di me (musica di Cepparello e parole di Valleroni), eseguita da Joe Sentieri e Stella Dizzy vinse il primo premio ex aequo con la canzone Il codice dell'amore di Savona e Giacobetti, esecutori il Quartetto Cetra e Wilma De Angelis, al II Festival di Cagliari tenutosi al Teatro Massimo. Fu incisa con la voce di Anita Sol nel 1962.
Nel 1960 con Io sogno di cui è autore della musica e del testo, vinse il primo premio sia al Festival di Albenga, cantato da Mario Rovi, che al VI festival di Nizza, categoria canzoni a voce, cantato da Lucia Barsanti, pubblicato nello stesso anno da Edizioni musicali Caruso, Milano.
Nel 1962 uscì il 45 giri con la canzone Lui di lei (musica di L. Cepparello, parole di A. G. Parravicini), cantato da Jula de Palma.
Il 24 febbraio Lui di lei fu cantata da Milva al Burlamacco d'oro di Viareggio, chiudendo la serata trionfalmente. 
Del 1963 la samba lenta Dimenticarti (non e facile), (musica di Leopoldo Cepparello, versi di Aldo Valleroni e Dino Bronzi) con cui collaborò anche per il brano Tutto e nulla cantato da Tony Del Monaco.
Continuò l'attività compositiva e si dedicò alla formazione didattica musicale di giovani gruppi orchestrali.

## Spartiti
1930
- Paesanella, one-step di L. Cepparello, Ed. S. Calmanti
- Rimembranze, serenata-tango per pianoforte e canto di L. Cepparello, Ed. Mignani

1931
- Rimembranze, serenata-tango per mandolino di L. Cepparello, Ed. Mignani

1950
- Mentirò, valzer lento, parole di M. Zalla, musica di L. Cepparello, Ed. Musicali Omega

1957
- Non so scordar, beguine-bolero, parole di R. Pacini, musica di L. Cepparello, Ed. Musicali Corradini
- Ho bisogno di te, ritmo lento, parole di R. Pacini, musica di L. Cepparello, Ed. Internazionali Juventus
- Un bacetto, baion, parole e musica di L. Cepparello, Edizioni Musicali Caruso

1960
- Io sogno, ritmo lento, parole e musica di L. Cepparello, Edizioni Musicali Caruso
- Stanca di me, beguine, parole di A. Valleroni, musica di L. Cepparello, Ed. Musicali MEC – Gruppo editoriale Ariston. MEC 032
- Tutto e nulla, Slow Rock, parole di D. Bronzi e A. Valleroni, musica di A. Valleroni e L. Cepparello, Edizioni Musicali MAS. E. 13 M.

1961
- È stata una bugia, beguine, parole e musica di Cepparello, Edizioni Musicali Lady Melody. E. 01841 L. M.

1962
- Twist ossessione, moderato twist, parole di A. G. Parravicini, musica di L. Cepparello, Edizioni Musicali e Discografiche Azalea

1963
- Aspettami, slow, parole di S. Simoni, musica di L. Cepparello, Ed. Saint Tropez. E. 102 ST.
- Lui di lei, slow parole di A. G. Parravicini, musica di L. Cepparello, Casa musicale Santa Cecilia – Gruppo Ed. Ariston. M. E. C. 0109
- Dimenticarti (non è facile), samba lenta, parole di Bronzi-Valleroni, musica di L. Cepparello, Casa Musicale Santa Cecilia – Gruppo editoriale Ariston. A. C. 236

1964
- In capo al mondo, bossa-nova, parole di S. Simoni, musica di L. Cepparello, Edizioni Cicero Music. CM 68
- Aiuto..Aiuto, samba lenta, parole di Turano-Sufal, musica di Calcesano, Ed. Musicali Globo

1966
- Ma chérie, moderato, parole di P. Faleni, musica di L. Cepparello, Ed. Musicali RIMI

1967
- Lo vedrai, shake, parole e musica di L. Cepparello, Edizioni Montecarlo
- Guardami, Slow, parole e musica di L. Cepparello, Edizioni Montecarlo
- Solo ieri, slow rock, parole di P. Faleni, musica di L. Cepparello, Edizioni Montecarlo
- Se t'accorgerai, shake, parole di S. Simoni, musica di L. Cepparello, Edizioni Gattopardo

1968
- Ricordati di me, shake lento, parole di P. Faleni, musica di L. Cepparello, Edizioni Musicali “La voce del padrone”. V. 0293 P.

1970
- Ombre vive, lento, parole di Simoni-Parravicini, musica di L. Cepparello, Ed. Musicali Versilia
- Amore aspettami, Slow, parole di S. Simoni, musica di L. Cepparello, Ed. Musicali Telecine Italia. E. 104 TC.
- Pagherò, shake, parole di S. Simoni, musica di L. Cepparello, Ed. Musicali Versilia
- Apocalisse, musica di Cepparello, Little Tony Music. LT. 16 M.

1979
- Tango d'amore, tango, parole e musica di L. Cepparello, Edizioni Musicali Galletti

### Raccolte
- Notturno dall'Italia (strumenti in SIb) - Gruppo editoriale Leonardi, Milano
  - Ci manca poco, bossa-nova, musica di L. Cepparello, ed. Caramba
  - Lo vedrai, shake, testo e musica di L. Cepparello, ed. Montecarlo
  - Guardami, Slow, testo e musica di L. Cepparello, ed. Montecarlo
  - Io non so, Slow, musica di L. Cepparello, ed.Leon Music
  - Gaucho, tango, musica di L. Cepparello, ed. Souvenir
  - Riderò, shake, musica di L. Cepparello, ed. Leon Music
  - Un saxofono piange, musica di L. Cepparello, Slow, ed. Casiroli
  -  In gambissima, shake-cha-cha, testo di Cepparello-Simoni e musica di L. Cepparello, ed. Saint Tropez
  - Dimmi come mai, shake lento, testo e musica di L. Cepparello, ed. Caramba
  - Ora so, slow-rock, testo e musica di L. Cepparello, ed. Casiroli
  - Carezzando, shake lento, musica di L. Cepparello, ed. Musical Film
  - Interludio, lento, musica di L. Cepparello, ed. Leonardi
  - Sereno tango, tango, musica di L. Cepparello, ed. Saint Tropez
  - Maestrale, slow, musica di L. Cepparello, ed. Musical Film
  - Lettera, valzer, testo di Filibello e musica di L. Cepparello, ed. Souvenir
  - Tema n. 1, swing, musica di L. Cepparello, ed. Cantanapoli
  - Tema n. 2, swing, musica di L. Cepparello, ed. Cantanapoli
  - Ti chiedo, lento, testo e musica di L. Cepparello, ed. Souvenir
- 12 composizioni di Calcesano (strumenti in DO) - Pistoiese Edizioni Musicali, Pistoia
  - Facile, fox-mod; Ragazzina, cha-cha-cha; Raccontami, beguine; Tromba mia, ritmo lento; Marcetta, polka; Signore tu lo sai, moderato a duine; Corrida, passo doppio; Gentile, mazurka; Motivetto, moderato; Musette, valzer; Pensiero, tango; Elena, slow.